# SeaTac
SeaTac è un comune (city) degli Stati Uniti d'America della contea di King nello Stato di Washington. La popolazione era di 26.909 abitanti al censimento del 2010. È un periferico sobborgo di Seattle. Il nome SeaTac è un portmanteau di Seattle e Tacoma, ed è derivato dall'Aeroporto Internazionale di Seattle-Tacoma.
I confini della città circondano il Seattle–Tacoma International Airport (circa 3 miglia quadre (7,8 km²) di area), che è di proprietà e gestito dal porto di Seattle. La città comprende le comunità di Angle Lake, Bow Lake, McMicken Heights e Riverton Heights, che furono istituite prima dell'incorporazione della città. I residenti hanno votato per l'incorporazione il 14 marzo 1989, e la città è stata incorporata nel febbraio 1990.

## Geografia fisica
SeaTac è situata a 47°26′29″N 122°17′35″W (47.441406, -122.293077).
Secondo lo United States Census Bureau, ha un'area totale di 10,21 mi² (26,44 km²).

## Storia
L'area di Highline, che comprende le attuali SeaTac, Burien, Tukwila e Des Moines, fu colonizzata dagli americani a metà degli anni 1850. Il governo federale terminò la costruzione di una strada militare da Fort Steilacoom a Fort Bellingham nel 1860, passando attraverso l'area di Highline ad est dove oggi sorge SeaTac.
I residenti locali hanno votato per l'incorporazione il 14 marzo 1989 e la città è stata incorporata il 28 febbraio 1990. Nel 2014, Gavin Kelly della Resolution Foundation ha scritto che "una generazione fa SeaTac era quello che gli americani chiamerebbe una città borghese. Un jet-fueller o un addetto ai bagagli potrebbe guadagnare una vita decente".

## Società

### Evoluzione demografica
Secondo il censimento del 2010, la popolazione era di 26.909 abitanti.

### Etnie e minoranze straniere
Secondo il censimento del 2010, la composizione etnica della città era formata dal 45,94% di bianchi, il 16,84% di afroamericani, l'1,48% di nativi americani, il 14,53% di asiatici, il 3,56% di oceanici, l'11,06% di altre razze, e il 6,01% di due o più etnie. Ispanici o latinos di qualunque razza erano il 20,34% della popolazione.